# Steve Collins
Steve Collins (né le 13 mars 1964 à Thunder Bay, Ontario) est un sauteur à ski canadien.

## Palmarès

### Jeux olympiques
| Épreuve / Édition | Lake Placid 1980 | Sarajevo 1984 | Calgary 1988 |
| Petit Tremplin    | 28e              | 25e           | 13e          |
| Grand Tremplin    | 9e               | 36e           | 35e          |

### Championnats du monde
| Épreuve / Édition | Oslo 1982 | Seefeld 1985 |
| Petit Tremplin    |           | 18e          |
| Grand Tremplin    | 21e       | 42e          |
| Par équipes       | 5e        |              |

### Championnats du monde junior
| Épreuve / Édition | Oernskoeldsvik 1980 | Schonach 1981 |
| Individuel        | Or                  | Bronze        |

### Coupe du monde
- Meilleur classement final: 12e en 1980.
- 1 victoire.

### Saison par saison
| Année | Lieu             |
| 1980  | Lahti (Finlande) |